# Wilfried Kirschl
Wilfried Kirschl (* 27. April 1930 in Wörgl; † 28. Januar 2010 in Innsbruck) war ein österreichischer Maler und Kunstpublizist. Er studierte von 1948 bis 1952 an der Wiener Akademie der bildenden Künste bei Josef Dobrowsky und Herbert Boeckl sowie im Jahre 1957 an der Académie André Lhote in Paris.

## Leben und Werk
Wilfried Kirschl wurde 1930 als jüngstes von drei Kindern in eine Wörgler Kaufmannsfamilie geboren. Nach der Trennung der Eltern übersiedelte er 1938 mit seiner Mutter, der Schwester des Malers und Bildhauers Sepp Orgler (1911–1943), nach Innsbruck.
Von 1948 bis 1952 studierte Kirschl an der Akademie der bildenden Künste am Wiener Schillerplatz unter anderem mit Wolfgang Hollegha, Alfred Hrdlicka, Oskar Matulla, Josef Mikl und Rudolf Schönwald in der Malereiklasse Josef Dobrowskys. Wichtige künstlerische Impulse gingen auch von Herbert Boeckl als Leiter des Abendakts aus. Ab 1950 arbeitete Kirschl im später von Max Weiler bezogenen Turmatelier in Ateliergemeinschaft mit Alfred Hrdlicka und Rudolf Schönwald.
Unmittelbar nach Abschluss des Studiums inspirierten Frankreichaufenthalte (u. a. Arles und Saint-Rémy-de-Provence, 1952/1953) zur intensiven Auseinandersetzung mit nachimpressionistischen Vorbildern, die im Duktus und in der Farbigkeit des Frühwerks der 1950er Jahre deutlichen Niederschlag fand. Von Beginn an waren Landschaft, Architekturlandschaft und Stillleben die bevorzugten Bildthemen, in den frühen Jahren entstand zudem eine Reihe von Porträts von Persönlichkeiten des Tiroler Geisteslebens im Umfeld des Brenner-Kreises.
Formale Experimente unter dem Einfluss des Kubisten André Lhote, an dessen Académie Lhôte Kirschl 1957 auf Anregung Gerhild Diesners studierte, führten zu Ende der 1950er/Anfang der 1960er Jahre zu einer eigenen, in der Formensprache reduzierten und auch in der Farbigkeit zurückhaltenden Anschauung. Unter dem Eindruck der besonderen Lichtverhältnisse in den Ländern des Mittelmeerraumes (u. a. Italien, Griechenland, Syrien, Jordanien, Ägypten und Tunesien), die der Künstler ab 1960 wiederholt bereiste, hellte sich seine Palette auf. Zunehmend bestimmten Fragen der Brechung des Lichts und des dem Bildbau zugrunde liegenden Formgefüges seine Malerei, sein Schaffen kreiste um die Dreiheit von „Raum, Licht und Volumen“, der er sich während der sehr produktiven 1960er Jahre in Darstellungen von Landschaft und Architekturraum ebenso anzunähern suchte wie in mehreren Serien von quasi-monochromen Stillleben.
Nach mehreren Studienaufenthalten in Griechenland (zwischen 1966 und 1973) sowie in New York City (1967/1968) und Marokko (1968), wo auch wieder stärker farbige Arbeiten entstanden, widmete sich Kirschl in den 1970ern einige Jahre lang beinahe ausschließlich kuratorischer und schriftstellerischer Tätigkeit.
Erst ab 1980 entstanden neben grafischen Arbeiten auch wieder Ölgemälde. Die Architekturlandschaften und Stillleben dieser erneut sehr produktiven, reifen Schaffensphase der 1980er und 1990er Jahre bilden eine eigene, sehr homogene Werkgruppe, die durch den Kontrast von formaler Strenge und fein modulierter, pastelltonig lichter Farbigkeit gekennzeichnet ist.
Er liegt auf dem Friedhof in Innsbruck-Mühlau begraben.

## Publizistische und kuratorische Tätigkeit
Kirschl war 1964 Mitbegründer der Galerie im Taxispalais Innsbruck und kuratierte mit Paul Flora, Oswald Oberhuber und Peter Weiermair zahlreiche Ausstellungen. Als Autor und Kunstpublizist widmete er sich unter anderem der Erforschung von Werk und Leben der Tiroler Maler Albin Egger-Lienz und Carl Moser.

## Werke im öffentlichen Raum
- 1953: Sgraffito Auferstehung Christi an der Gedächtniskapelle im neuen Friedhof St. Anton am Arlberg[2]
- 1965–1967: drei Chorfenster der Heiligkreuzkirche in Hall in Tirol[3]
- Wandmosaike an der Volksschule in Wörgl[4]

## Ausstellungen (Auswahl)
- Lichträume. Werkschau Wilfried Kirschl. Stadtmuseum Innsbruck, 2021.[5]
- Mit dem Auge des Künstlers. Die Sammlung Kirschl. Tiroler Landesmuseum Ferdinandeum, Innsbruck, 2017.
- Wilfried Kirschl. Arbeiten aus den Jahren 1950-1996. Tiroler Landesmuseum Ferdinandeum und Waltherhaus Bozen, 1997.[6]
- Wilfried Kirschl. Bilder aus den Jahren 1950-1980. Galerie im Taxispalais, Innsbruck, 1980.[7]
- Wilfried Kirschl. Ölbilder 1951-1969. Wiener Secession, 1969.[8]
- Drexel Kirschl Pöhacker Prandstetter Tiefenthaler. Gruppenausstellung im Wiener Künstlerhaus, 1963.[9]
- Personale Wilfried Kirschl. Tiroler Kunstpavillon, Innsbruck, 1955.

## Auszeichnungen
- 1952: Staatspreis der Akademie
- 1958: Kunstpreis der Stadt Innsbruck 1. Preis für Malerei
- 1965: Theodor-Körner-Preis
- 1980: Professorentitel
- 1995: Ehrenzeichen des Landes Tirol

## Publikationen (Auswahl)
- Malerei und Graphik in Tirol 1900-1940. Katalog zur gleichnamigen Ausstellung in der Wiener Secession und im Kongresshaus Innsbruck, 1973.
- Albin Egger-Lienz. Das Gesamtwerk. Edition Tusch, Wien 1977.
- Wilfried Kirschl. Edition Tusch, Wien 1980.
- Carl Moser 1873-1939. Haymon-Verlag, Innsbruck 1989.
- Gerhild Diesner. Auswahl aus dem Werk. Edition Galerie Bloch, Innsbruck 1991.
- Albin Egger-Lienz. Das Gesamtwerk. Vollständig revidierte und vermehrte Neufassung der Erstausgabe. Verlag Brandstätter, Wien 1996.